# Кроль, Липа Юльевич
Липа Юльевич Кроль (1 мая 1909, Минск — 24 июня 1977, Минск) — советский советский театральный художник, оформитель, художник-плакатист.

## Биография
Родился в многодетной семье счетовода и домохозяйки. Участник Великой Отечественной войны. С 1954 принимал участие в художественных выставках. Работал в области театрально-декорационного искусства и плакатной живописи.

Работал ассистентом и помощником у художников В. Татлина, А. Тышлера, Р. Фалька и архитектора И. Лангбарда.

Самостоятельную профессиональную деятельность начал в 1929 в Харьковском театре. Оформил спектакли «Конец дружбы» К. Крапивы (1934) в театре имени Я. Купалы; «Учитель танцев» Л. де Вега (1952), «Нестерка» В. Вольского (1941), «Ночь ошибок» О. Голдсмита (1954), «В сиреневом саду» Ц. Солодаря (1954) в театре имени Я.Коласа.

Автор плакатов «Религия-тьма» (1958), «Будем бдительны», «Не позволим» (1961), «Желаем успеха» (1962), «На страже мира» (1965), «Дружба силу нам даёт» (1968), «Вручаем тебе, молодёжь».

## Награды
- орден «Знак Почёта» (20.06.1940) — за выдающиеся заслуги в деле развития белорусского театрального и музыкального искусства